# Eric von Hippel
 (août 2022).
Eric von Hippel (né le 27 août 1941) est un professeur du MIT dont les recherches portent sur le management de l'innovation. Il œuvre à la fois pour la Sloan School of Management du MIT et à la Engineering Systems Division. De manière générale, il s'intéresse à l'innovation libre et distribuée, qu’elle soit portée par des communautés d'utilisateurs ou par des entreprises.
Il est notamment connu pour avoir mis au point la méthode des lead users, c'est-à-dire des utilisateurs d'avant-garde, consommateurs, clients, usagers qui sont les premiers à adopter un service ou un produit. L'étude de leur comportement permet d'anticiper le développement d'un projet d'innovation.

## Publications
- Von Hippel, E. (1986). Lead users : a source of novel product concepts. Management science, 32(7), 791-805.
- Von Hippel, E. (1994). « Sticky information » and the locus of problem solving : implications for innovation. Management science, 40(4), 429-439.
- Thomke, S., & Von Hippel, E. (2002). Innovators. Harvard business review, 80(4), 74-81.
- Von Hippel, E., & Krogh, G. V. (2003). Open source software and the « private-collective » innovation model: Issues for organization science. Organization science, 14(2), 209-223.
- Lakhani, K. R., & Von Hippel, E. (2003). How open source software works : « free » user-to-user assistance. Research policy, 32(6), 923-943.
- Von Hippel, E. (2005). Democratizing innovation : The evolving phenomenon of user innovation. Journal für Betriebswirtschaft, 55(1), 63-78.
- Von Hippel, E. (2007). The sources of innovation. In Das Summa Summarum des Management (pp. 111-120). Gabler.